# Klebriger Violett-Milchling
Der Klebrige Violett-Milchling oder Ungezonte Violett-Milchling (Lactarius uvidus) ist eine Pilzart aus der Familie der Täublingsverwandten (Russulaceae). Der kleine bis mittelgroße Milchling hat einen sehr schmierigen, braungrauen Hut und eine weiße, sich aber schnell violett verfärbende Milch. Er wächst an feuchten Standorten unter Fichten und Birken in krautreichen Laub- und Nadelwäldern. Die Fruchtkörper des ungenießbaren Milchlings erscheinen von Ende Juli bis Oktober.

## Merkmale

### Makroskopische Merkmale
Der mehr oder weniger dünn-fleischige Hut ist 3–8 (10) cm breit und lange Zeit gewölbt. Später flacht er sich ab und ist im Alter oft leicht niedergedrückt und hat bisweilen einen stumpfen Buckel. Er ist blasslila bis ockerlich oder beige gefärbt und ist meist ungezont oder nur angedeutet lilabraun gezont. Im Alter blasst der Hut fleischbräunlich aus. Die mehr oder weniger glatte Huthaut ist bei Trockenheit klebrig bis schmierig und bei feuchter Witterung sehr schleimig. Der zunächst weißliche Hutrand ist glatt und lange eingerollt. An der Hutkante ist der Hut sehr druckempfindlich und verfärbt sich beim Berühren durch die Milch schnell lila bis schwarzviolett.
Die gedrängt stehenden Lamellen sind anfangs cremeweißlich und verfärben sich an verletzten Stellen violett bis braunviolett. Sie sind dünn, annähernd horizontal oder leicht bogig und am Stiel breit angewachsen oder laufen ein wenig daran herab. Sie können vereinzelt bis zahlreich gegabelt sein.
Der zylindrische, weißliche Stiel ist 3–7,5 (10) cm lang und 0,8–1,5 (2) cm breit und wird im Alter hohl. Manchmal ist er etwas ocker gefleckt. Die Oberfläche ist glatt, hell cremefarben und klebrig bis schleimig.
Das Fleisch ist weiß, unter der Huthaut graulila und verfärbt sich im Schnitt mehr oder weniger rasch violett. Es ist nahezu geruchlos oder riecht schwach fruchtig und schmeckt bitterlich und adstringierend, aber kaum scharf. Die anfangs reichlich fließende Milch ist weiß, verfärbt sich aber an der Luft mehr oder weniger schnell violett, aber nur wenn sie einen direkten Kontakt zum Fleisch hat.

### Mikroskopische Merkmale
Die rundlichen bis elliptischen Sporen sind 8,3–11 µm lang und 6,8–8,8 µm breit. Der Q-Wert (Quotient aus Sporenlänge und -breite) ist 1,1–1,3. Das etwa 1 µm hohe Sporenornament besteht aus mehreren Warzen und aus Rippen, die nur teilweise netzartig miteinander verbunden sind. Die viersporigen Basidien sind keulig bis bauchig und messen 40–60 × 11–13 µm.
Die zahlreichen Cheilomakrozystiden sind spindel- bis flaschenförmig. Sie sind 30–65 µm lang und 6–10 µm breit. Auch die Pleuromakrozystiden sind spindelförmig, aber auf der Lamellenfläche nur recht spärlich verteilt. Sie sind 50–100 µm lang und 10–12 µm breit.
Die Huthaut besteht aus aufsteigenden, teilweise unregelmäßig verflochtenen, knorrigen 1–5 µm breiten Hyphen. Darunter befinden sich mehr oder weniger parallel liegende, 2–4 µm breite Hyphen. Wie für eine Ixocutis typisch sind die Huthauthyphen stark gelatinisiert.

## Artabgrenzung
Der Klebrige Violett-Milchling lässt sich normalerweise recht leicht bestimmen, da es nur wenige Milchlinge gibt, deren Milch sich violett verfärbt und diese sind, im Gegensatz zum Klebrigen Violett-Milchling, alle recht selten. Der Milchling könnte am ehesten noch mit dem nahe verwandten Gezonten Violett-Milchling (Lactarius violascens) verwechselt werden. Dieser Pilz wächst im Laubwald und ist äußerlich an seinem stärker rötlichviolett bis graubraun gefärbten und stets gezonten Hut zu erkennen. Sein Hut ist aber auch im feuchten Zustand nicht schleimig, sondern bestenfalls etwas schmierig. Beim Gezonten Violett-Milchling färbt sich nur das Fleisch violett, während die Milch sich ohne Kontakt zum Fleisch nicht verändert. Unter dem Mikroskop ist er an seinen kleineren Sporen zu erkennen.
Weitere Milchlinge mit violett verfärbender Milch sind der Violettmilchende Zotten-Reizker (Lactarius repraesentaneus), der Schild-Milchling (Lactarius aspideus) und der Silberwurz-Milchling (Lactarius dryadophilus). Alle drei Arten gehören wegen ihres mehr oder weniger zottig behangenen Hutrandes in eine andere Gruppe. Einige von ihnen sind außerordentlich selten und wachsen auf kalkhaltigen Böden.

## Ökologie
Der Klebrige Violett-Milchling ist ein Mykorrhizapilz, der meist mit Birken, seltener mit Fichten eine symbiotische Partnerschaft eingeht. Bisweilen findet man ihn auch bei Weiden, Erlen, Eschen, Rotbuchen, Faulbäumen oder anderen Laubbäumen.
Der Milchling mag mehr oder weniger saure, nährstoffarme und mäßig bis stark feuchte oder wechselnasse Böden. Man findet ihn auf gleyigen oder anmoorigen Böden in Tannen-Fichten- und Fichtenwäldern, an Moorrändern, in Ufergebüschen mit Birken, Weiden- und/oder Faulbäumen oder in Birken- oder Erlenbrüchen sowie in Eschen-Erlen-Auwäldern. Nur selten kommt er auch in bodensauren Eichen- und in Hexenkraut-Waldmeister-Buchenwäldern auf pseudovergleyten Böden vor.
Die Fruchtkörper erscheinen meist gesellig von Ende Juli bis Oktober. Die Art kommt in Mitteleuropa bevorzugt im Berg- und Hügelland vor.

## Verbreitung

Verbreitung des Klebrigen Violett-Milchling in Europa. Grün eingefärbt sind Länder, in denen der Milchling nachgewiesen wurde. Grau dargestellt sind Länder ohne Quellen oder Länder außerhalb Europas.

Der Klebrige Violett-Milchling ist eine holarktisch verbreitete Art, die in Nordasien (Nord- und Ostsibirien, Japan, Südkorea), Nordamerika (Kanada, östliche USA, Mexiko), Grönland, Nordafrika (Marokko) und Europa nachgewiesen wurde. In Europa ist der Milchling als temperat bis boreale (subarktisch-alpine) Art vorwiegend in Mittel- und Nordeuropa verbreitet. In Fennoskandinavien ist der Milchling ziemlich häufig, während er in West- und Mitteleuropa deutlich seltener ist. Im Norden kommt er bis ins arktisch-alpine Lappland und auf Spitzbergen vor.
In Deutschland kommt der Milchling von der Küste bis in die Alpen hinein vor, ist aber sehr unregelmäßig und zerstreut verbreitet, da der Milchling auf kalkreichen oder stark wasserdurchlässigen und langzeitig trockenen Sand- und Sandsteinböden weithin fehlt. In einigen Gebieten, besonders in Moorgebieten ist der Milchling aber stellenweise nicht selten. Ansonsten scheint der Milchling nur in Sachsen zu fehlen.
Die Art ist in Deutschland in ihrem Bestand stark rückläufig. Auf der Roten Liste wird sie in der Gefährdungskategorie RL3 geführt. Der Milchling ist vor allem durch Grundwasserabsenkung und Drainagen sowie durch Kalkung und Düngung der Waldböden gefährdet. In der Schweiz gilt die Art als nicht selten.

## Systematik
Der Klebrige Violett-Milchling wurde zum ersten Mal 1789 durch August Batsch als Agaricus lividorubescens beschrieben. 1818 gab ihm der schwedische Mykologe Elias Magnus Fries den neuen, sanktionierten Namen Agaricus uvidus, bevor er ihn 1838 in die Gattung Lactarius stellte, sodass er seinen heute gültigen wissenschaftlichen Namen bekam. Das lateinische Epitheton "uvidus" bedeutet feucht oder nass, und bezieht sich auf den Standort, an den man den Milchling finden kann.

### Infragenerische Systematik
Der Milchling wird in die Untersektion Uvidini gestellt, die ihrerseits in der Sektion Uvidi steht. Die Vertreter der Untersektion haben eine weiße Milch, die sich lila oder violett verfärbt. Ihre Hüte sind weinrötlich, grau oder bräunlich gefärbt, mehr oder weniger klebrig oder schleimig und manchmal am Rand behaart.

## Bedeutung
Der Milchling ist gilt wegen seines bitteren, leicht schärflichen Geschmacks als ungenießbar.